# 野村昌司
野村 昌司 （のむら まさし、1970年12月3日 - ） は、観世流シテ方の能楽師。
1970年、野村四郎（野村幻雪）の長男として生まれる。
多くの従兄が狂言師の道へと進むなか、自身も父と同じく狂言ではなく、能の道へと進んだ。父・四郎及び二十六世観世清和に師事。能楽協会会員。東京藝術大学音楽学部邦楽科卒業。

## 著名な親族
父は同じくシテ方の能楽師の野村四郎(玄雪)であるが、野村家は元々狂言方の能楽師の家系であり、祖父は六世野村万蔵。
伯父に野村萬（七世野村万蔵）､野村万作が、従兄弟に八世野村万蔵（五世野村万之丞）､九世野村万蔵､野村萬斎がいる。親戚（従兄の子）に野村太一郎、六世野村万之丞（何れも伯父・萬の孫）
- 祖父：六世野村万蔵
- 父：野村四郎
- 伯父：野村萬(七世万蔵)
- 伯父：二世野村万作
- 叔父：野村万之介
- 従兄弟：八世野村万蔵(五世万之丞)
- 従兄弟：九世野村万蔵
- 従兄弟：二世野村萬斎
- 従甥：野村太一郎
- 従甥：六世野村万之丞
- 従甥：野村拳之介
- 従甥：野村眞之介

その他にも能楽界にて活躍している親族は多数いる。